# Sea Devils (pel·lícula de 1937)
Sea Devils és una pel·lícula d'acció estatunidenca de 1937 dirigida per Benjamin Stoloff i protagonitzada per Victor McLaglen, Ida Lupino i Preston Foster. Entre les "pel·lícules de preparació" americanes de mitjans dels anys trenta dedicades a potenciar la imatge de l'exèrcit (Flirtation Walk), la Marina (Here Comes the Navy) i els marines (The Singing Marine, Devil Dogs of the Air), aquesta centra l'atenció d'aprovació equivalent en el treball de la Guàrdia Costanera dels EUA.

## Argument
El conflicte de personalitat d'un suboficial en cap de la Guàrdia Costera amb el seu homòleg més jove es torna físic quan el mariner posa els seus ulls en la filla bibliotecària del cap, entre missions de destrucció d'icebergs, rescats dramàtics de vaixells i baralles a cops.

## Repartiment
- Victor McLaglen com William Malone
- Preston Foster com Michael O'Shea
- Ida Lupino com Doris Malone
- Donald Woods as Steve Webb
- Helen Flint com Sadie Bennett
- Gordon Jones com Puggy
- Pierre Watkin com comandant del USCGC Taroe
- Murray Alper com mariner Brown
- Billy Gilbert com Billy

## Producció
La pel·lícula havia de ser dirigida per James Flood, però va deixar el projecte poc abans de rodar després d'un desacord amb el productor Small.

## Recepció
La pel·lícula va ser popular i va obtenir un benefici de 155.000 dòlars.